# Trey Landers
Trey Landers (Huber Heights (Ohio), 20 de junio de 1998) es un baloncestista estadounidense que pertenece a la plantilla de Ratiopharm Ulm de la Basketball Bundesliga. Con 1,96 metros de estatura, juega en la posición de escolta.

## Trayectoria deportiva
Es un jugador formado en Wayne High School de su ciudad natal, antes de ingresar en 2016 para jugar durante cuatro temporadas en los Dayton Flyers. Como curiosidad, es hermano del jugador de la NFL de fútbol americano, Robert landers.
Tras no ser elegido en el Draft de la NBA de 2020, el 3 de agosto de 2020 firma por el Ratiopharm Ulm de la BBL, en la que sería su primera temporada como profesional.